# Давиденко Микола Степанович
Микола Степанович Давиденко (3 червня 1920, село Михайлівка, тепер Луганської області — 11 травня 2004) — український радянський діяч, голова Луганського облвиконкому. Депутат Верховної Ради УРСР 6-го і 8-го скликань.

## Біографія
Народився в червні 1920 року в родині робітника в селі Михайлівці колишнього Попаснянського району на Луганщині. Трудову діяльність розпочав у 1938 році автодиспетчером Кадіївського міського відділу комунального господарства Ворошиловградської області. Потім працював учителем.
У 1939—1940 роках — студент Артемівського учительського інституту Сталінської області.
У 1940—1945 роках — у Червоній армії. Учасник німецько-радянської війни. Служив старшим писарем господарської частини 523-го стрілецького полку 188-ї стрілецької дивізії Північно-Західного фронту.
У 1945—1951 роках — начальник дільниці, заступник директора радгоспу у Ворошиловградській області.
Член ВКП(б) з 1949 року.
У 1951—1952 роках — слухач Всесоюзної школи директорів радгоспів.
З 1952 року — директор радгоспу; секретар районного комітету КПУ; голова виконавчого комітету Станично-Луганської районної ради депутатів трудящих Ворошиловградської області. У 1957 році закінчив заочно Всесоюзний сільськогосподарський інститут.
Із 1958 до січня 1963 року — заступник голови виконавчого комітету Луганської обласної ради депутатів трудящих.
19 січня 1963 — грудень 1964 року — голова виконавчого комітету Луганської обласної сільської ради депутатів трудящих.
У грудні 1964 — 11 вересня 1970 року — секретар Луганського (Ворошиловградського) обласного комітету КПУ.
4 травня 1971 — 22 липня 1974 року — голова виконавчого комітету Ворошиловградської обласної ради депутатів трудящих. Звільнений з посади «за недоліки в роботі».

## Звання
- старшина

## Нагороди
- орден Вітчизняної війни І ст.
- орден «Знак Пошани» (26.02.1958)
- медаль «За відвагу» (27.08.1943)
- Почесна грамота Президії Верховної Ради Української РСР (18.06.1970)